# Bombay (Nueva York)
Bombay es un pueblo ubicado en el condado de Franklin en el estado estadounidense de Nueva York. En el año 2000 tenía una población de 1.192 habitantes y una densidad poblacional de 12.9 personas por km².

## Geografía
Bombay se encuentra ubicado en las coordenadas 44°56′29″N 74°35′50″O / 44.94139, -74.59722.

## Demografía
Según la Oficina del Censo en 2000 los ingresos medios por hogar en la localidad eran de $28,000, y los ingresos medios por familia eran $34,375. Los hombres tenían unos ingresos medios de $27,273 frente a los $26,029 para las mujeres. La renta per cápita para la localidad era de $14,710. Alrededor del 20.9% de la población estaban por debajo del umbral de pobreza.